# Toyota Raum
Der Toyota Raum ist ein Minivan mit fünf Sitzplätzen, den Toyota erstmals 1997 und dann in einer zweiten Generation im Mai 2003 präsentierte. Zurzeit wird er hauptsächlich in Japan angeboten. Hergestellt wird das Modell bei dem zur Toyota-Gruppe gehörenden Unternehmen Central Motor.
Der Name des Wagens ist aus dem Deutschen entlehnt und soll auf die Größe des Innenraums bei relativ kleinen Außenmaßen hinweisen. Dies wird erreicht, weil die beiden vorderen Türen als Klapptüren ausgeführt sind, während die hinteren Türen Schiebetüren sind. B-Säulen gibt es nicht, wodurch die gesamte Türöffnung zum Einstieg der Passagiere zur Verfügung steht. Der Raum hat also ein ähnliches Türkonzept wie der Nissan Prairie.
Zur Erleichterung des Einstieges auf die Rücksitzbank kann der Beifahrersitz zusammengefaltet und nach vorne geklappt werden. Die Rücksitze können im Verhältnis 60 : 40 umgeklappt werden, um einen Laderaum mit ebenem Boden zu erreichen.
Der Wählhebel der Getriebeautomatik ist am Armaturenbrett angebracht. Somit entsteht zwischen den beiden Vordersitzen ein freier Gang, der den Durchstieg zu den Rücksitzen ermöglicht.
Die erste Generation war in den besseren Ausführungen G und E mit elektronischer Bremskraftverteilung (EBD). Später gab es dieses Extra auch in der Ausführung C. Im August 1999 gab es eine kleine Modellpflege.
Eine ganz neue Karosserie wurde am 12. Mai 2003 vorgestellt. Dieses Modell hatte die gleiche Plattform wie der Vitz. Der Seitenaufprallschutz wurde weiter verbessert. Die hintere Tür auf der Beifahrerseite konnte nun elektromotorisch geöffnet werden, auch mit der Fernbedienung. In dieser zweiten Generation war der Benzinmotor des Prius eingebaut.
Am 20. Oktober 2003 gewann der Wagen den japanischen Good Design Award (Preis für gute Konstruktion), insbesondere weil er auch für Menschen mit Körperbehinderung geeignet ist. Eine neue Ausstattungsvariante (C Package NEO) wurde 2004 angeboten, (NEW ERA OPENING). Das DVD-basierte Navigationssystem wurde durch ein festplattengesteuertes ersetzt, ebenso wurden ein Innenraumfilter und HID-Lampen in den Scheinwerfern hinzugefügt.
Ab dem Modell 2007 gab es nur für den japanischen Markt das Toyota-Navigationssystem G-BOOK und Telematik als Extra.
Die Preise im Modelljahrgang 2009 beginnen bei ¥ 1.596.000,–, für die teuerste Ausführung bei ¥ 1.984.500,–.

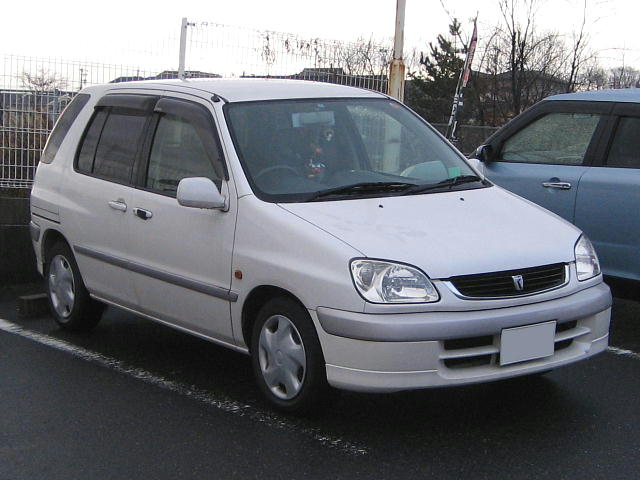
Toyota Raum (1997)

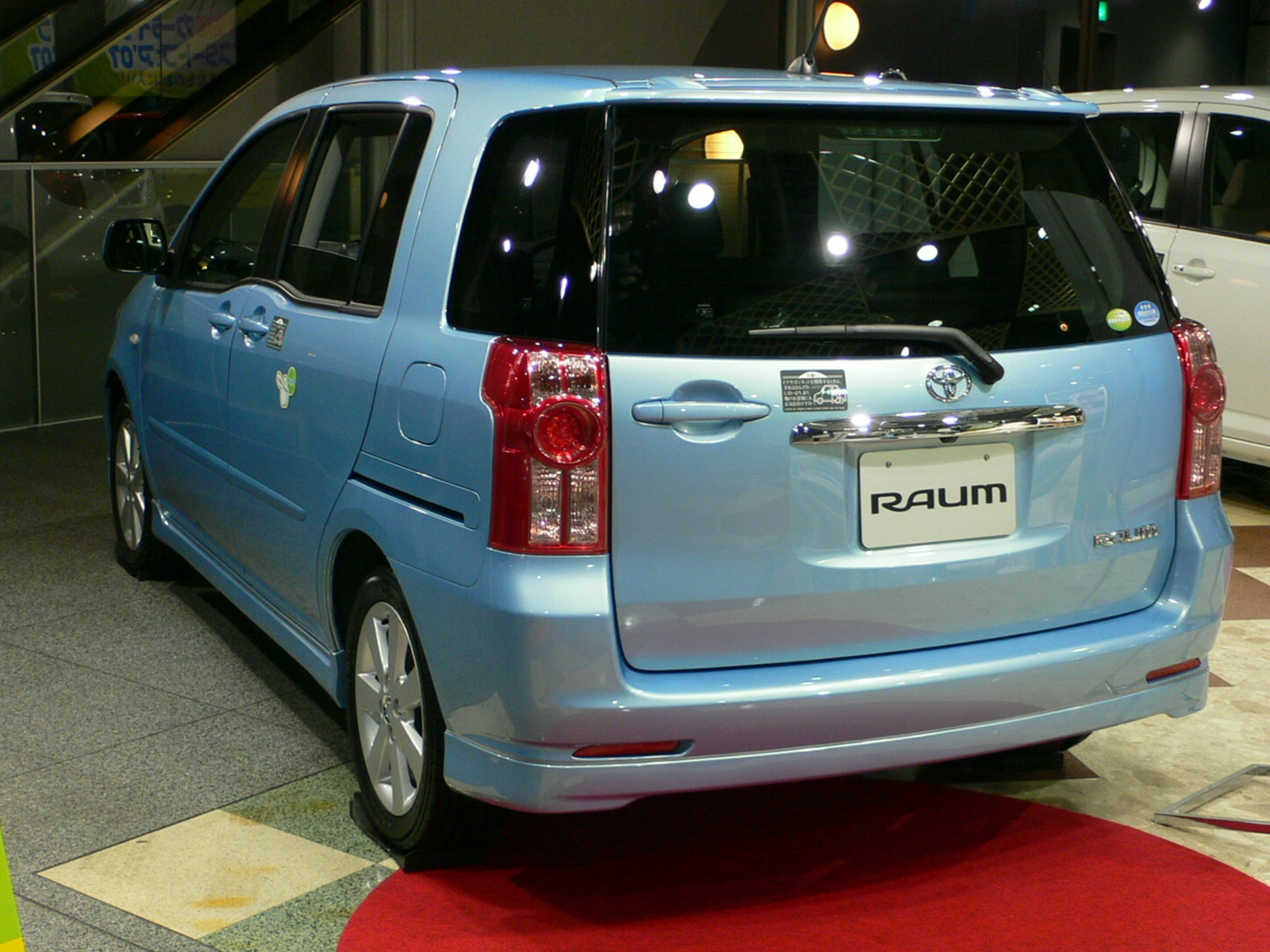
Toyota Raum (2006)